# Bílkova (Praha)
Bílkova ulice v dnešní podobě vznikla po asanaci Židovského města v roce 1893 spojením 3 částí ulic. Západní část se jmenovala “Masařská“ podle zdejších (židovských) masných krámů. Prostřední část ulice se jmenovala “Scheplesova“ podle zdejších lázní pana Scheplesa. Východní část ulice se jmenovala od roku 1400 V cípu nebo Ve dvorci (Přesný záznam nebyl dochován) a byla patrně slepá.

## Historie a názvy
Lokalita ulice byla původně rozdělena:
- západní část se nazývala "Masařská" podle masných krámů
- střední část se nazývala "Scheplsova" podle lázní pana Scheplesa
- východní část se nazývala "V cípu" nebo "Ve dvorci".

Od 15. století až do roku 1840 se jmenovala Bílkova, v letech 1840-1870 “Malá křížová“ a od roku 1870 až do současnosti se jmenuje opět Bílkova.
Bílkova se jmenovala podle rozlehlého dvoru u Bílků

## Budovy, firmy a instituce
- Galerie la femme - Bílkova 2[2]
- italská restaurace a pizzeria Pepenero - Bílkova 4[3]
- restaurace Baterka - Bílkova 5[4]
- pekárna Mansson bakery - Bílkova 8[5]
- hotel YouResidence - Bílkova 11[6]
- Dinitz, první košer restaurace v Praze - Bílkova 12[7]